# 広野ダム
広野ダム（ひろのダム）は、福井県南条郡南越前町、一級河川・九頭竜川水系日野川に建設されたダム。高さ63メートルの重力式コンクリートダムで、洪水調節・不特定利水・工業用水道・発電を目的とする、福井県営の多目的ダムである。ダム湖（人造湖）の名は広野ダム湖（ひろのダムこ）という。
最大出力1,400kWのダム式発電を行っている。

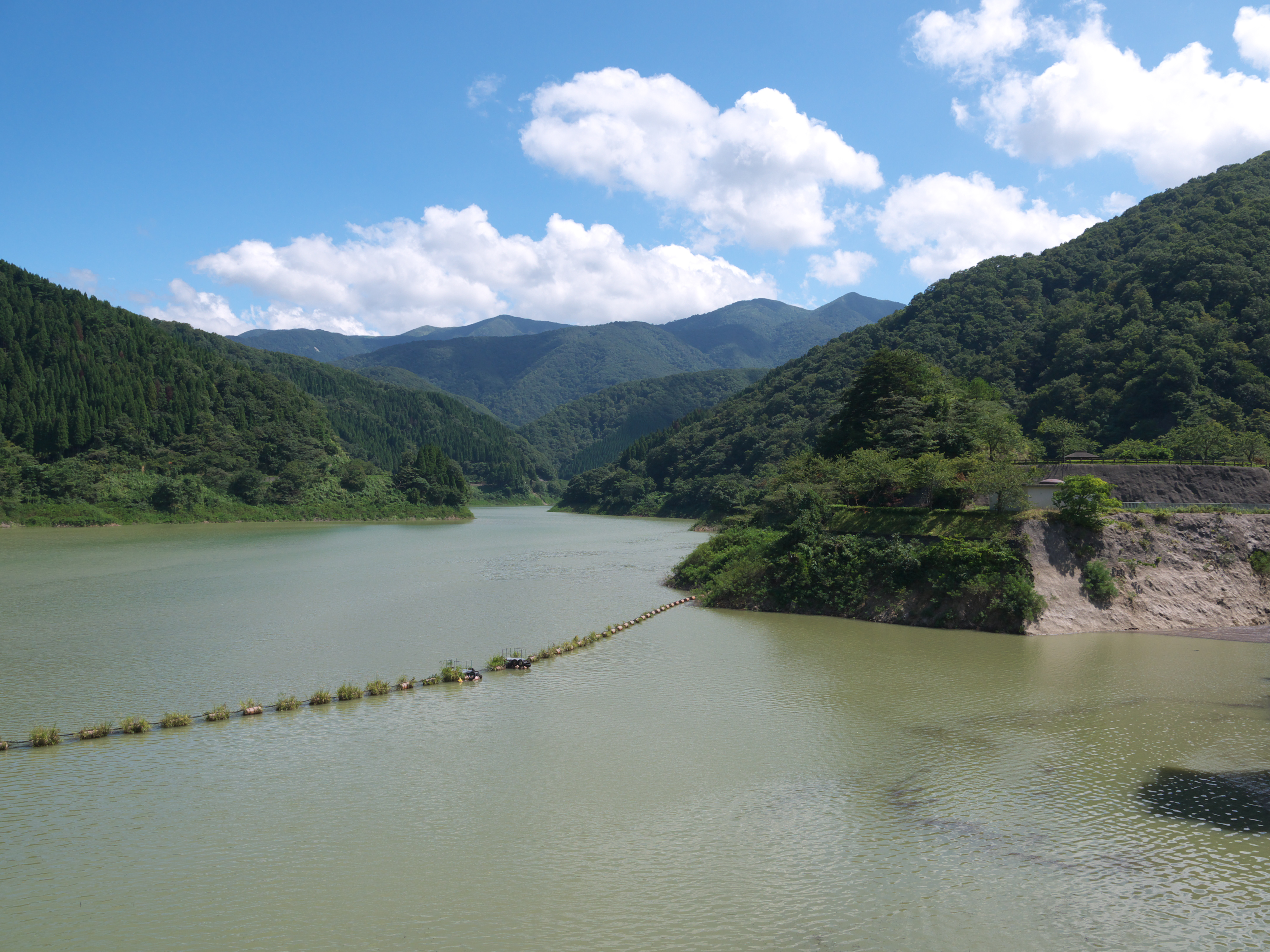
広野ダム湖